# 宇宙中微子背景輻射
宇宙中微子背景輻射是由大爆炸產生的中微子構成的背景輻射。與宇宙微波背景輻射類似，它們都是大爆炸的餘暉。這些中微子有時又稱作“殘留中微子”。 
宇宙微波背景輻射始于宇宙誕生后379,000年，而宇宙中微子背景輻射則起始于宇宙誕生后2秒鐘。据估計，宇宙中微子背景輻射的溫度大概為1.95 K；每立方釐米宇宙空間就有大約300個殘留中微子存在，但因爲低能量中微子和正常物質僅有極其微弱的相互作用，宇宙中微子背景輻射極難檢測，也許永遠無法直接觀測。但是有大量間接證據表明，宇宙中微子背景輻射的確存在。

## 估計宇宙中微子背景輻射的溫度
宇宙微波背景輻射的溫度已經由實驗測定。宇宙中微子背景輻射的溫度可以通過理論估計。在中微子同其他物質解耦之前，宇宙主要由中微子、電子、正電子和光子構成，並處於熱平衡狀態。當溫度降低到大約2.5 MeV時，中微子同其他物質發生分離。這時中微子和光子還處在同一溫度。當溫度進一步下降到電子的質量時，絕大多數電子和正電子發生湮滅，釋放出巨大的能量。光子在吸收了這些能量和熵后溫度升高。如果我們假設宇宙的熵在電子-正電子湮滅後保持不變，那麽光子在電子-正電子湮滅之前和之後的溫度比就是今天光子和中微子的溫度比。因為
{\displaystyle \sigma \propto gT^{3}},
這裏的σ是宇宙的熵，g是粒子的有效自由度，T是溫度。所以 
{\displaystyle \left({\frac {g_{0}}{g_{1}}}\right)^{1/3}={\frac {T_{1}}{T_{0}}}},
T0和T1分別代表電子-正電子湮滅前、後的溫度。電子-正電子湮滅后的宇宙溫度，即宇宙微波背景輻射的溫度。g0由粒子本身決定:
- 光子：g0=2，因爲它們是玻色子。

- 電子：g0=2；正電子：g0=7/8。它們都是費米子。

對光子來説，g1=2。所以
{\displaystyle {\frac {T_{\nu }}{T_{\gamma }}}=\left({\frac {4}{11}}\right)^{1/3}}
宇宙微波背景輻射的溫度Tγ等於2.725 K。所以我們得出宇宙中微子背景輻射的溫度Tν約等於1.95 K。
上述討論僅適用於零靜止質量的中微子。

## 宇宙中微子背景輻射存在的間接證據

### 標准模型的預測和實際觀測
現在發現中微子有三種不同“味”：電子中微子（符號為{\displaystyle \ \nu _{e}}）、μ中微子（符號為{\displaystyle \ \nu _{\mu }}）和τ中微子（符號為{\displaystyle \ \nu _{\tau }}）。標準模型理論預言有效中微子類型數量為Nν ≃ 3.046。 因爲Nν決定了太初核合成中某些輕元素的丰度，這個量可以用實驗決定。通過對宇宙中核素4
He
和2
D
的觀測得出Nν = 3.14+0.70
−0.65（置信區間=68%）。 這個結果同標準模型得到的理論值相當接近。

### 宇宙微波背景輻射與中微子背景輻射的相互作用
宇宙微波背景輻射與中微子背景輻射存在微妙的相互作用。因此，通過觀測宇宙微波背景輻射，亦可得到有效中微子類型數量Nν。這為標準理論的預測提供了一個極佳的第三方佐證。通過分析威尔金森微波各向异性探测器五年來的數據、Ia型超新星積累的數據以及對重子聲學震蕩的研究得出Nν = 4.34+0.88
−0.86（置信區間=68%）。更靈敏的普朗克探測器有可能會在此基礎上將誤差降低一個量級。